# Iwan Tkaczenko
Iwan Leonidowicz Tkaczenko, ros. Иван Леонидович Ткаченко (ur. 9 listopada 1979 w Jarosławiu, zm. 7 września 2011 w Jarosławiu) – rosyjski hokeista, reprezentant Rosji.

## Życiorys
- Chimik Engels (1995–1996)
- Wiaticz Twer (1995–1996)
- Łokomotiw 2 Jarosław (1996–2001)
  -  Spartak 2 Moskwa (1996–1997)
  -  Motor Zawołże (1999–2000)
  -  Nieftiechimik 2 Niżniekamsk (2000)
  -  Nieftiechimik Niżniekamsk (2000–2001)
- Łokomotiw Jarosław (2001–2011)
- Łokomotiw 2 Jarosław (2001/2002, 2002/2003, 2005/2006)

Rodowity Jarosławianin, wychowanek klubu Łokomotiw Jarosław i związany z nim przez większość kariery. W sezonie 2009/2010 był kapitanem drużyny, a w poprzednim i następnym pełnił funkcję asystenta kapitana.
W barwach reprezentacji Rosji uczestniczył w turniejach mistrzostw świata 2002 oraz w ramach rozgrywek Euro Hockey Tour.
Przed sezonem 2011/2012 pełnił funkcję asystenta kapitana drużyny Łokomotiwu. Zginął 7 września 2011 w katastrofie samolotu pasażerskiego Jak-42D w pobliżu Jarosławia. Wraz z drużyną leciał do Mińska na inauguracyjny mecz ligi KHL sezonu 2011/12 z Dynama Mińsk. Spośród ofiar katastrofy był zawodnikiem najdłużej związanym z klubem.
Został pochowany na cmentarzu Leontjewskoje w Jarosławiu.
Za życia miał córki Aleksandrę i Barbarę , a po jego śmierci żona urodziła syna Mikołaja, w styczniu 2012.

## Upamiętnienie
Po śmierci Iwana Tkaczenko ujawniono, że anonimowo przekazywał środki pieniężne na rzecz chorych dzieci (ostatnią wpłatę wykonał tuż przed wylotem 7 września 2011). W grudniu 2011 został pośmiertnie uhonorowany nagrodą przez Komisarza Praw Człowieka w Federacji Rosyjskiej.
Szkołę Średnią Nr 9 w Jarosławiu, której absolwentem był zarówno Iwan Tkaczenko, jak również inni zmarli w katastrofie hokeiści (Jurij Uryczew, Daniił Sobczenko, Artiom Jarczuk, Maksim Szuwałow) nazwano umieniem Iwana Tkaczenki.

## Sukcesy
Reprezentacyjne
- Srebrny medal mistrzostw świata: 2002

Klubowe
- Złoty medal mistrzostw Rosji: 2002, 2003 z Łokomotiwem
- Srebrny medal mistrzostw Rosji: 2008, 2009 z Łokomotiwem
- Brązowy medal mistrzostw Rosji: 2005, 2011 z Łokomotiwem
- Drugie miejsce w Pucharze Kontynentalnym: 2003 z Łokomotiwem

Indywidualne
- KHL (2010/2011): Nagroda Żelazny Człowiek – najwięcej rozegranych meczów w ostatnich trzech sezonach: 220

Wyróżnienia
- Rosyjska Galeria Hokejowej Sławy: 2002
- Zasłużony Mistrz Sportu Rosji w hokeju na lodzie: 2002